# X∞Multiplies
『X∞MULTIPLIES』（マルティプライズ） (A&M SP4813/Alfa ALR-28004) は、YMOのコンピレーションアルバム。アメリカでは1980年7月29日にA&Mレコードより、日本では1980年9月5日にアルファレコードよりリリース。
アメリカでのレコード発売元であるA&Mレコード傘下のホライズンレーベルがファーストアルバム『イエロー・マジック・オーケストラ』（1979年）リリース後の1979年8月に消滅したため、『ソリッド・ステイト・サヴァイヴァー』（1979年）はアメリカでは未発売。しばらくしてA&Mレコード直轄後に『ソリッド・ステイト・サヴァイヴァー』、既に日本で発売されていた『増殖』（1980年）の収録曲をまとめたのが当アルバムである。
細野晴臣は当時、リリースされたばかりの『増殖』と同じ曲が入っているから混乱するため、日本での発売に反対したという。
イギリスでも発売されているが、アメリカ・日本版とは選曲が一部異なる。
オリコンチャートでは最高位7位となり、売上枚数は18.6万枚となった。
現在、本作はYMOのカタログから削除されている。

## 背景
前作『増殖』（1980年）リリース後、6月12日には米国の情報誌『ローリング・ストーン』にてYMOの特集記事が掲載された。6月16日にはオリコンチャートにて前作『増殖』がチャート1位を獲得し、他にも『ソリッド・ステイト・サヴァイヴァー』（1979年）が3位、『パブリック・プレッシャー』（1980年）が13位、『イエロー・マジック・オーケストラ』（1978年）が20位と、ベスト20以内にYMOのアルバム全4枚がすべてランクインする事となった。また、同日から20日にかけて東京12チャンネル系音楽番組『パイオニア・ステレオ音楽館』にてYMO特集が放送された。6月21日にはシングル「ライディーン」がリリースされた他、高橋ユキヒロのソロアルバム『音楽殺人』、メンバー3人が楽曲を提供したザ・ベンチャーズのアルバム『カメレオン』、坂本龍一が参加したブレッド&バターのアルバム『MONDAY MORNING』がそれぞれリリースされた。6月26日には坂本はソロアルバムの製作準備とワールドツアーの打ち合わせのためロンドンへと向かった。
7月5日にはアルバム『ソリッド・ステイト・サヴァイヴァー』がオリコンチャートで1位を獲得、2位には『増殖』が続く形となった。7月18日には加藤和彦のレコーディングに参加するため細野、高橋と大村憲司がベルリンに向かった。当初は坂本も参加する予定であったが過労のため不参加となり、代役として矢野顕子が参加する事となった。7月21日には坂本のファーストシングル「WAR HEAD」、細野がプロデュースし、高橋と坂本が参加したサンディーのアルバム『イーティン・プレジャー』、メンバー3人が参加した大貫妙子のアルバム『ROMANTIQUE』がそれぞれリリースされた。

## 構成
これまでにリリースされたアルバムの中から以下の通り選曲されている。この選曲に関して細野は「これは我々の意図する選曲ではない」と発言している。
アメリカ、日本版
- 『ソリッド・ステイト・サヴァイヴァー』 - 「ビハインド・ザ・マスク」、「ライディーン」、「デイ・トリッパー」、「テクノポリス」、「ソリッド・ステイト・サヴァイヴァー」
- 『増殖』 - 「ナイス・エイジ」、「マルティプライズ」、「シチズンズ・オブ・サイエンス」

イギリス版
- 『イエロー・マジック・オーケストラ』 - 「コンピューター・ゲーム “サーカスのテーマ”」、「ファイアークラッカー」、「コンピューター・ゲーム “インベーダーのテーマ”」
- 『ソリッド・ステイト・サヴァイヴァー』 - 「テクノポリス」、「アブソリュート・エゴ・ダンス」、「ビハインド・ザ・マスク」
- 『増殖』 - 「スネークマン・ショー」、「ナイス・エイジ」、「マルティプライズ」、「シチズンズ・オブ・サイエンス」、「タイトゥン・アップ」

## リリース
1980年7月29日にアメリカ合衆国、イギリスにてA&Mレコードよりレコード (LP)でリリースされた。その後、9月5日に日本にてLPでリリースされた。
1988年8月10日に初CD化され、以降1992年3月21日、1994年6月29日、1998年1月15日に再リリースされた。
1999年9月22日には細野が監修・デジタルリマスタリング、デリック・メイがライナーノーツを担当する形で東芝EMIから再リリース。その後、再リリースは無い。

## 批評
| 専門評論家によるレビュー | 専門評論家によるレビュー |
| レビュー・スコア         | レビュー・スコア         |
| 出典                     | 評価                     |
| ------------------------ | ------------------------ |
| オールミュージック       | [ 5 ]                    |
| コンパクトYMO            | 否定的                   |
| CDジャーナル             | 否定的                   |

- 音楽情報サイト『オールミュージック』では、2.5点（満5点）と評価された[5]。
- 音楽本『コンパクトYMO』にてライターの田山三樹は、選曲に関して「現在このアルバムでしか聴けない曲というのはなく、選曲的にも中途半端なものなために、ベスト盤としても機能しない」と否定的に評価しているが、「当時としては海外で認められて編集盤まで出た、というある種のステイタスを具体的に形にしたリリースではあった」と一定の存在意義は認めるような指摘をしている[6]。
- 音楽情報サイト『CDジャーナル』では、ジャケットに関して「外国人には顔の見分けがつかない日本人っていうことを効果的に狙ったのだろう、こわーいデザイン」と否定的に評価している[7]。

## 収録曲

### アメリカ・日本版
| 全編曲: イエロー・マジック・オーケストラ。 |                                             |                        |                        |       |
| #                                          | タイトル                                    | 作詞                   | 作曲                   | 時間  |
| 1.                                         | 「ナイス・エイジ」(NICE AGE)                | クリス・モズデル       | 高橋ユキヒロ、坂本龍一 | 3:44  |
| 2.                                         | 「ビハインド・ザ・マスク」(BEHIND THE MASK) | クリス・モズデル       | 坂本龍一               | 3:36  |
| 3.                                         | 「ライディーン」(RYDEEN)                    |                        | 高橋ユキヒロ           | 4:26  |
| 4.                                         | 「デイ・トリッパー」(DAY TRIPPER)           | レノン＝マッカートニー | レノン＝マッカートニー | 2:41  |
| 合計時間:                                  | 合計時間:                                   | 合計時間:              | 合計時間:              | 14:27 |

| #         | タイトル                                                     | 作詞             | 作曲                                                       | 時間  |
| --------- | ------------------------------------------------------------ | ---------------- | ---------------------------------------------------------- | ----- |
| 5.        | 「テクノポリス」(TECHNOPOLIS)                                |                  | 坂本龍一                                                   | 4:11  |
| 6.        | 「マルティプライズ」(MULTIPLIES)                             |                  | エルマー・バーンスタイン、イエロー・マジック・オーケストラ | 2:56  |
| 7.        | 「シチズンズ・オブ・サイエンス」(CITIZENS OF SCIENCE)        | クリス・モズデル | 坂本龍一                                                   | 4:35  |
| 8.        | 「ソリッド・ステイト・サヴァイヴァー」(SOLID STATE SURVIVOR) | クリス・モズデル | 高橋ユキヒロ                                               | 3:54  |
| 合計時間: | 合計時間:                                                    | 合計時間:        | 合計時間:                                                  | 15:36 |

### イギリス版
| 全編曲: イエロー・マジック・オーケストラ。 |                                                                                           |                  |                                  |       |
| #                                          | タイトル                                                                                  | 作詞             | 作曲                             | 時間  |
| 1.                                         | 「テクノポリス」(TECHNOPOLIS)                                                             |                  | 坂本龍一                         | 4:14  |
| 2.                                         | 「アブソリュート・エゴ・ダンス」(ABSOLUTE EGO DANCE)                                      |                  | 細野晴臣                         | 4:38  |
| 3.                                         | 「ビハインド・ザ・マスク」(BEHIND THE MASK)                                               | クリス・モズデル | 坂本龍一                         | 3:35  |
| 4.                                         | 「コンピューター・ゲーム “サーカスのテーマ”」(COMPUTER GAME "Theme From The Circus")      |                  | イエロー・マジック・オーケストラ | 1:45  |
| 5.                                         | 「ファイアークラッカー」(FIRECRACKER)                                                     |                  | マーティン・デニー               | 4:52  |
| 6.                                         | 「コンピューター・ゲーム “インベーダーのテーマ”」(COMPUTER GAME "Theme From The Invader") |                  | イエロー・マジック・オーケストラ | 1:00  |
| 合計時間:                                  | 合計時間:                                                                                 | 合計時間:        | 合計時間:                        | 20:04 |

| #         | タイトル                                              | 作詞               | 作曲                                                       | 時間  |
| --------- | ----------------------------------------------------- | ------------------ | ---------------------------------------------------------- | ----- |
| 7.        | 「スネークマン・ショー」(SNAKEMAN SHOW)               |                    |                                                            | 0:20  |
| 8.        | 「ナイス・エイジ」(NICE AGE)                          | クリス・モズデル   | 高橋ユキヒロ、坂本龍一                                     | 3:46  |
| 9.        | 「マルティプライズ」(MULTIPLIES)                      |                    | エルマー・バーンスタイン、イエロー・マジック・オーケストラ | 2:57  |
| 10.       | 「スネークマン・ショー」(SNAKEMAN SHOW)               |                    |                                                            | 2:05  |
| 11.       | 「シチズンズ・オブ・サイエンス」(CITIZENS OF SCIENCE) | クリス・モズデル   | 坂本龍一                                                   | 4:30  |
| 12.       | 「タイトゥン・アップ」(TIGHTEN UP)                    | ビリー・ブッチャー | アーチー・ベル                                             | 2:52  |
| 合計時間: | 合計時間:                                             | 合計時間:          | 合計時間:                                                  | 16:30 |

## 曲解説

### A面
1. ナイス・エイジ - NICE AGE
アルバム『増殖』より。オリジナルとは異なりフェードアウトしている。シングル『タイトゥン・アップ』収録バージョンは同じフェードアウトの物であるが、シングルの方がフェイドアウトが少し早い。
2. ビハインド・ザ・マスク - BEHIND THE MASK
アルバム『ソリッド・ステイト・サヴァイヴァー』より。
3. ライディーン - RYDEEN
アルバム『ソリッド・ステイト・サヴァイヴァー』より。アメリカ盤ではイントロの「チッチキチッチキ...」がカットされている。
4. デイ・トリッパー - DAY TRIPPER
アルバム『ソリッド・ステイト・サヴァイヴァー』より。

### B面
1. テクノポリス - TECHNOPOLIS
アルバム『ソリッド・ステイト・サヴァイヴァー』より。
2. マルティプライズ - MULTIPLIES
アルバム『増殖』より。
3. シチズンズ・オブ・サイエンス - CITIZENS OF SCIENCE
アルバム『増殖』より。オリジナルのイントロとアウトロは、スネークマンショーのコントとのクロスフェードであったが、こちらはクリアな状態で収録。このバージョンはベストアルバム『YMO GO HOME!』『UC YMO』にも収録。
4. ソリッド・ステイト・サヴァイヴァー - SOLID STATE SURVIVOR
アルバム『ソリッド・ステイト・サヴァイヴァー』より。

## スタッフ・クレジット

### イエロー・マジック・オーケストラ
- 坂本龍一 - キーボード、ボーカル
- 高橋ユキヒロ - ドラムス、ボーカル
- 細野晴臣 - ベース、キーボード、ボイス

### レコーディング・メンバー
- 松武秀樹 - コンピュータプログラミング
- 鮎川誠 - エレクトリックギター（「デイ・トリッパー」、「ソリッド・ステイト・サヴァイヴァー」）
- 大村憲司 - エレクトリックギター（「ナイス・エイジ」、「シチズンズ・オブ・サイエンス」）
- サンディー - スポークン・ボーカル（「ナイス・エイジ」）、バックアップボーカル（「シチズンズ・オブ・サイエンス」）

### スタッフ
- 上條喬久 - アート・ディレクション
- 市田喜一 （CINQ ART) - アートワーク
- 生田朗 - コーディネーター
- 日笠雅子 - コーディネーター
- 宮住俊介 - コーディネーター
- 斉藤篤 - レコーディング・エンジニア
- 田中通隆 - レコーディング・エンジニア
- 小池光夫 - レコーディング・エンジニア
- 吉沢典夫 - レコーディング・エンジニア
- 寺田康彦 - レコーディング・エンジニア
- 村井邦彦 - エグゼクティブ・プロデューサー
- 川添象郎 - エグゼクティブ・プロデューサー
- フランク・デルーナ - マスタリング・エンジニア
- マーヴ・ボーンスタイン - マスタリング・エンジニア
- 鋤田正義 - 写真撮影
- 細野晴臣 - プロデューサー

## リリース履歴
| No. | 日付          | 国名                     | レーベル             | 規格 | 規格品番                     | 最高順位   | 備考                                                           |
| --- | ------------- | ------------------------ | -------------------- | ---- | ---------------------------- | ---------- | -------------------------------------------------------------- |
| 1   | 1980年7月29日 | アメリカ合衆国、イギリス | A&Mレコード          | LP   | SP4813 (US)・AMLH 68516 (UK) | 177位 (US) |                                                                |
| 2   | 1980年9月5日  | 日本                     | アルファレコード     | LP   | ALR-28004                    | 7位        |                                                                |
| 3   | 1988年8月10日 | 日本                     | アルファレコード     | CD   | 32XA-225                     | -          |                                                                |
| 4   | 1992年3月21日 | 日本                     | アルファレコード     | CD   | ALCA-290                     | -          |                                                                |
| 5   | 1994年6月29日 | 日本                     | アルファミュージック | CD   | ALCA-9042                    | -          |                                                                |
| 6   | 1998年1月15日 | 日本                     | アルファミュージック | CD   | ALCA-5219                    | -          | 紙ジャケット仕様                                               |
| 7   | 1999年9月22日 | 日本                     | 東芝EMI              | CD   | TOCT-24237                   | -          | 細野晴臣監修、リマスタリング盤、ライナーノーツ：デリック・メイ |